# Creu de Lavit
La Creu de Lavit és una obra de Torrelavit (Alt Penedès) inclosa a l'Inventari del Patrimoni Arquitectònic de Catalunya.

## Descripció
Creu de pedra que separava el territori de la sufragània de Sta. Magdalena del Pla del de l'església de Santa Maria de Lavit. Està situada a l'esquerra de la carretera de Torrelavit al Pla del Penedès, a uns 300 m d'alçada, des d'on es pot gaudir d'una magnífica vista panoràmica del terme de Torrelavit.
La creu es compon d'una base octogonal, al centre de la qual, es disposen dos blocs esglaonats de perfil cilíndric que sostenen el fust, de ciment, que sense cap motllura està rematat per la creu. Aquesta presenta els extrems acabats amb formes flordelisades, els plans llisos i l'anagrama de Jesús en una de les cares. El bloc cilíndric més petit sobre el qual es disposa el fust de la creu, presenta una inscripció relacionada amb la reconstrucció de la creu: "Respecteu la creu reconstruïda per Pau Vidal Rovira. Any 1931"

## Història
Segons les notes facilitades per la bibliografia, aquesta creu, a mitjan segle xviii s'esmenta amb el nom de "Creu de pedra de Lavit". Es creu que durant el segle xix es degué refer o modificar. Malgrat tot se sap que al llarg del primer terç de segle XX estava es conservava malament, fet que va motivar la seva reconstrucció l'any 1931, gràcies al mecenatge de Pau Vidal  i Rovira. No obstant això, en aquella mateixa dècada va ser enderrocada i conservada a la rectoria de Lavit. L'any 1981 va ser recuperada per iniciativa del Grup Excursionista Puigcúgul.
Pau Vidal i Rovira (Terrassola 1859 - St. Sadurní d'Anoia 1938) va ser un indià que s'enriquí a l'Argentina amb el comerç i, en tornar, va col·laborar pecuniàriament en la realització de diverses millores urbanes al poble.